# Euchloe crameri
Euchloe crameri là một loài bướm ngày thuộc họ Pieridae. Loài này chủ yếu sống tại miền tây Nam Âu, được tìm thấy ở Bồ Đào Nha, Tây Ban Nha, Pháp và Bắc Phi nhưng có thể có tại khu vực phía đông như Ý.
Sải cánh dài 40–48 mm. Chúng di cư từ tháng 2 đến tháng 8 tùy theo địa điểm.

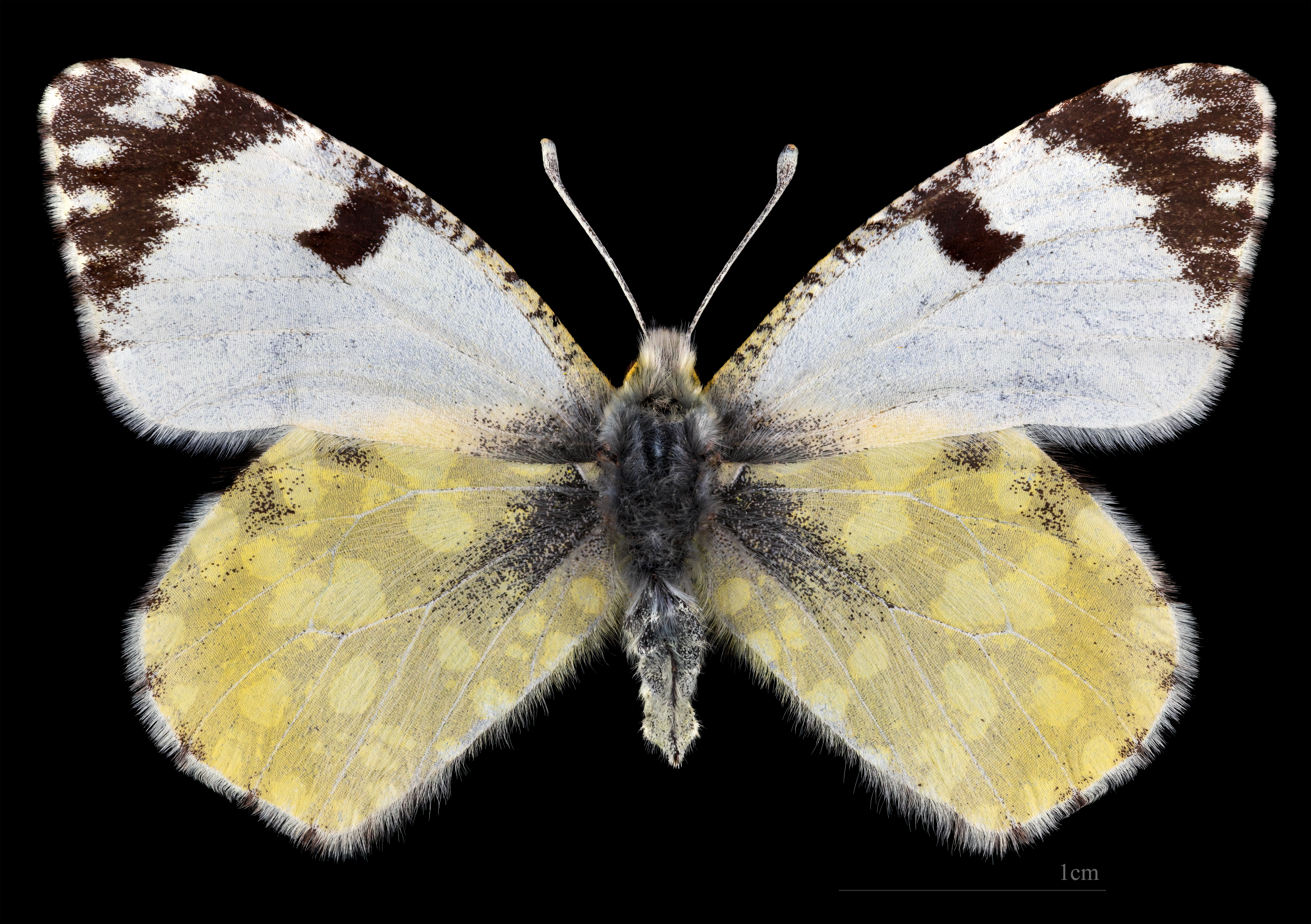
Euchloe crameri  ♀
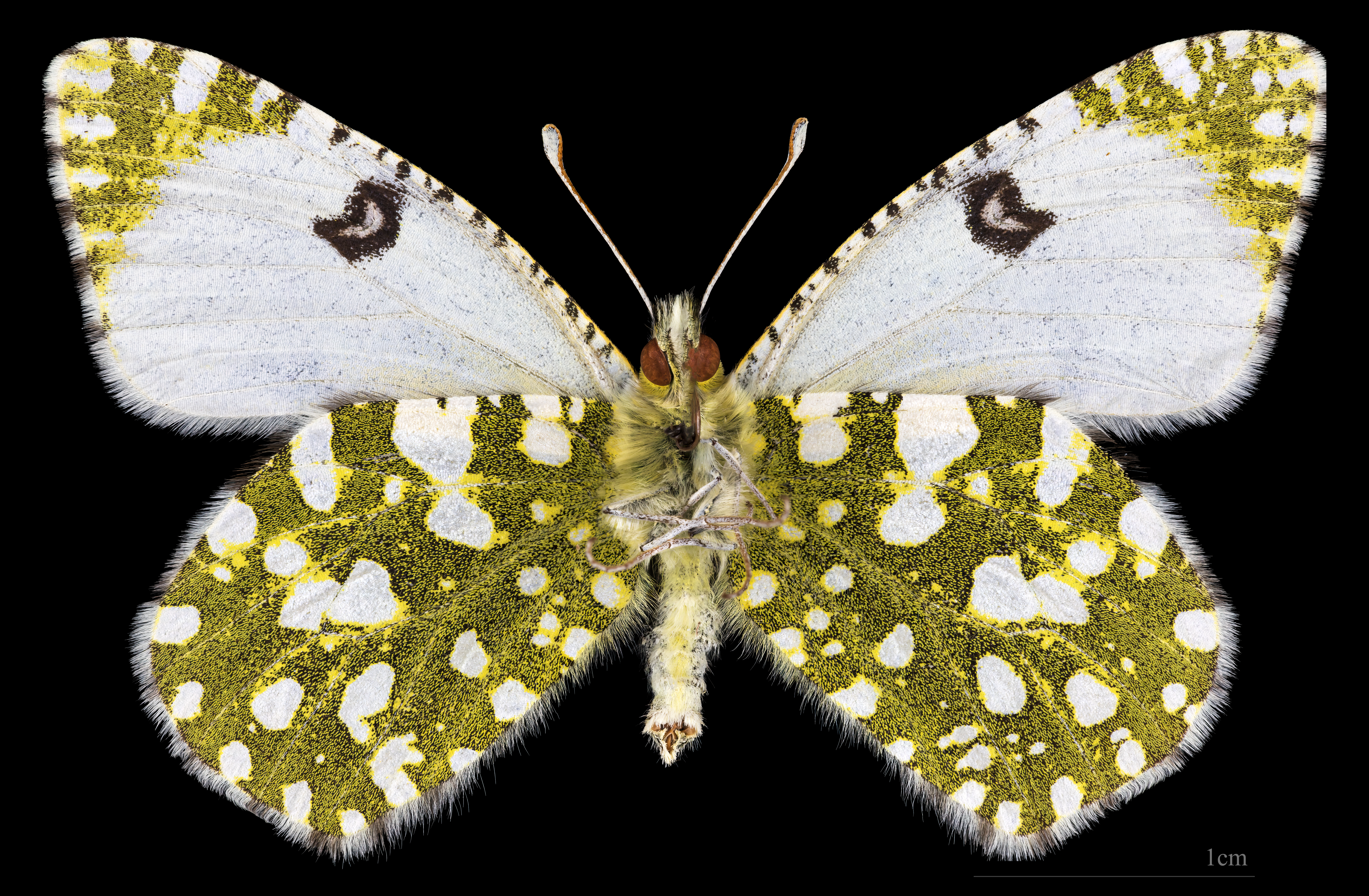
Euchloe crameri  ♀ △

Ấu trùng ăn các loài Brassicaceae.

## Phụ loài
Euchloe crameri mauretanica (Röber 1907)

## Hình ảnh

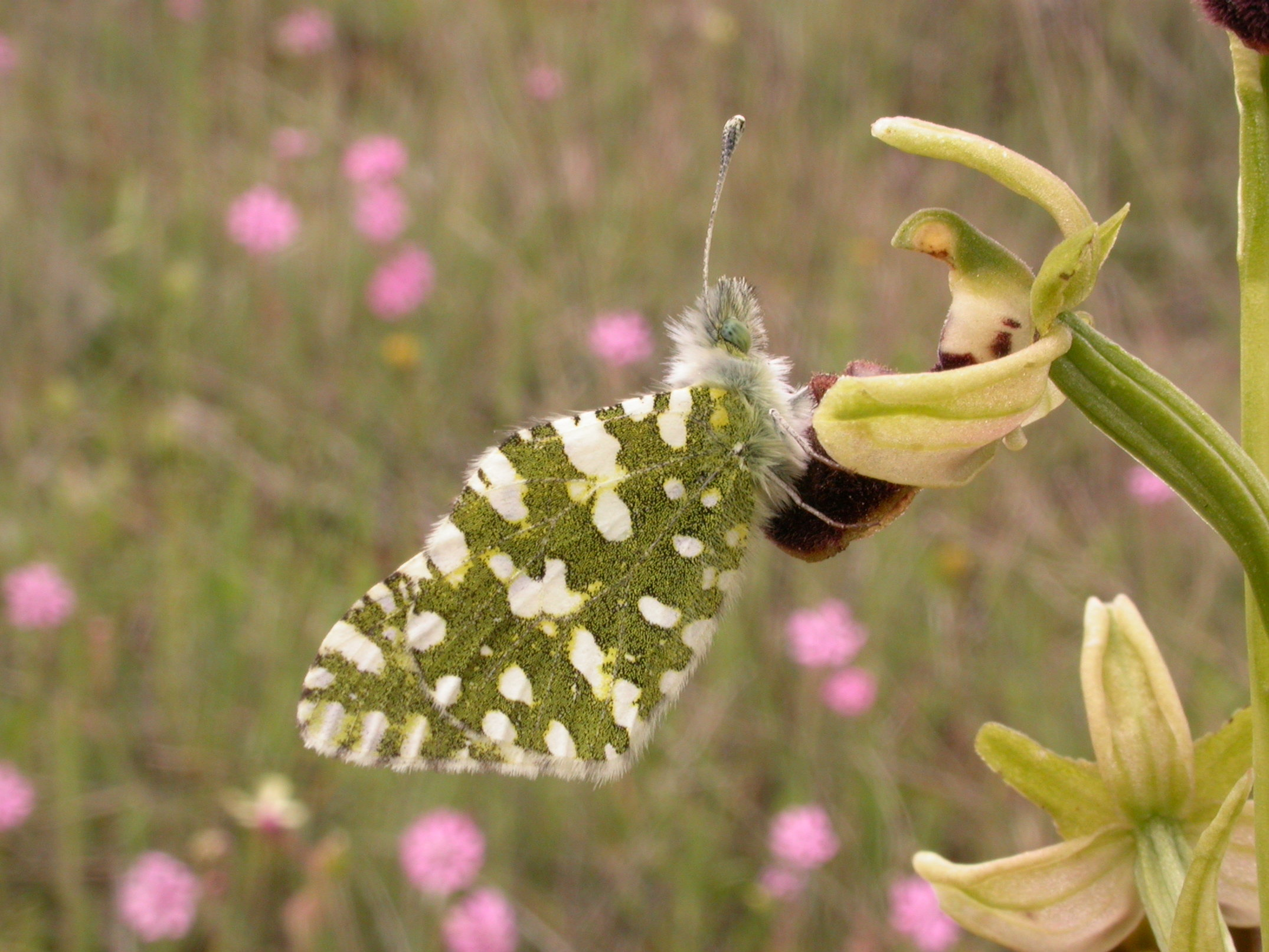
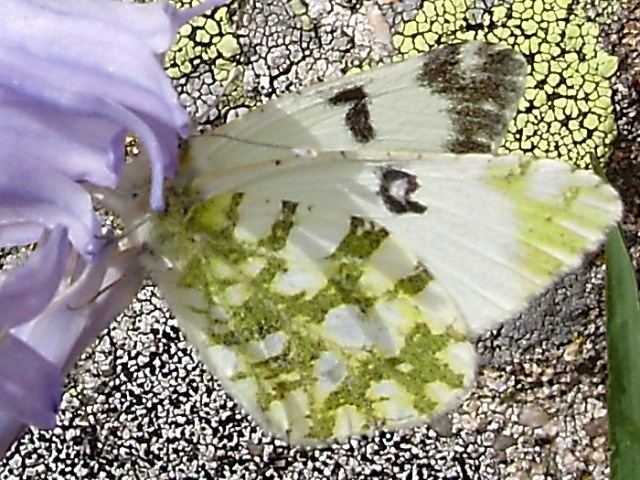